# 杰西卡·戈麦斯
杰西卡·戈麦斯（英文名：Jessica Gomes，1985年9月25日—）是澳大利亚葡华混血模特，在2008年、2009年、2010年和2011年连续登上《体育画报》封面。

## 生平
戈麦斯的父亲来自葡萄牙，她的母亲是生於香港的新加坡华人 。 戈麦斯出生和成长在西澳大利亞州珀斯的一个家庭，家中包括两个姐姐，一个哥哥，葡萄牙裔的父亲和华裔的母亲。13岁时，戈麦斯的母亲叫她去学校参加各种活动。 正是在那里，她出现在热门电视节目「灌木巡逻」（Bush Patrol）及随后举办的模特竞赛中，开始了一个成功的职业生涯。她还登上了《时尚》（《VOGUE》）、流行时尚、魅力、美国的魅力、意大利的“《绅士季刊》（《Gentlemen’S Quarterly》）”和“维多利亚的秘密”（Victoria's Secret ）等杂志。2007年至今，她住在纽约市，并且和《雅诗兰黛》签约。